# Citi Open 2016
Die Citi Open 2016 waren ein Tennisturnier der WTA Tour 2016 für Damen und ein Tennisturnier der ATP World Tour 2016 für Herren, welche zeitgleich vom 18. bis zum 24. Juli 2016 in Washington, D.C. stattfanden.

## Herrenturnier
→ Qualifikation: Citi Open 2016/Herren/Qualifikation

## Damenturnier
→ Qualifikation: Citi Open 2016/Damen/Qualifikation